# Nestares
Nestares is een gemeente in de Spaanse provincie en regio La Rioja met een oppervlakte van 21,61 km². Nestares telt 96 inwoners (1 januari 2016).

## Demografische ontwikkeling
Bron: INE, 1857-2011: volkstellingen